# جونيور فـان دير فيلدين
جونيور فـان دير فيلدين (بالهولندية: Junior van der Velden)‏ هو لاعب كرة قدم هولندي في مركز الدفاع، ولد في 14 أغسطس 1998 في أوترخت في هولندا. لعب مع نادي أوترخت.

## وصلات خارجية
- جونيور فـان دير فيلدين على موقع قاعدة بيانات كرة القدم.إي يو (الإنجليزية)
- جونيور فـان دير فيلدين على موقع Soccerway.com (الإنجليزية)
- جونيور فـان دير فيلدين على موقع عالم كرة القدم.نت (الإنجليزية)